# 布吉駅 (深圳地下鉄)
布吉駅（ふきつえき）は中華人民共和国深圳市龍崗区に位置する深圳地下鉄龍崗線、環中線の駅。
国鉄広深線及び京九線深圳東駅と連絡している。

## 駅構造
- 島式ホーム1面2線を有する地下駅。ホームドア設置。

| 龍崗線ホーム (U3F) | ←■龍崗線 益田方面   |
| 龍崗線ホーム (U3F) | 島式ホーム          |
| 龍崗線ホーム (U3F) | ■龍崗線 双龍方面→   |
| 環中線ホーム (B2F) | ←■環中線 前海湾方面 |
| 環中線ホーム (B2F) | 島式ホーム          |
| 環中線ホーム (B2F) | ■環中線 黄貝嶺方面→ |

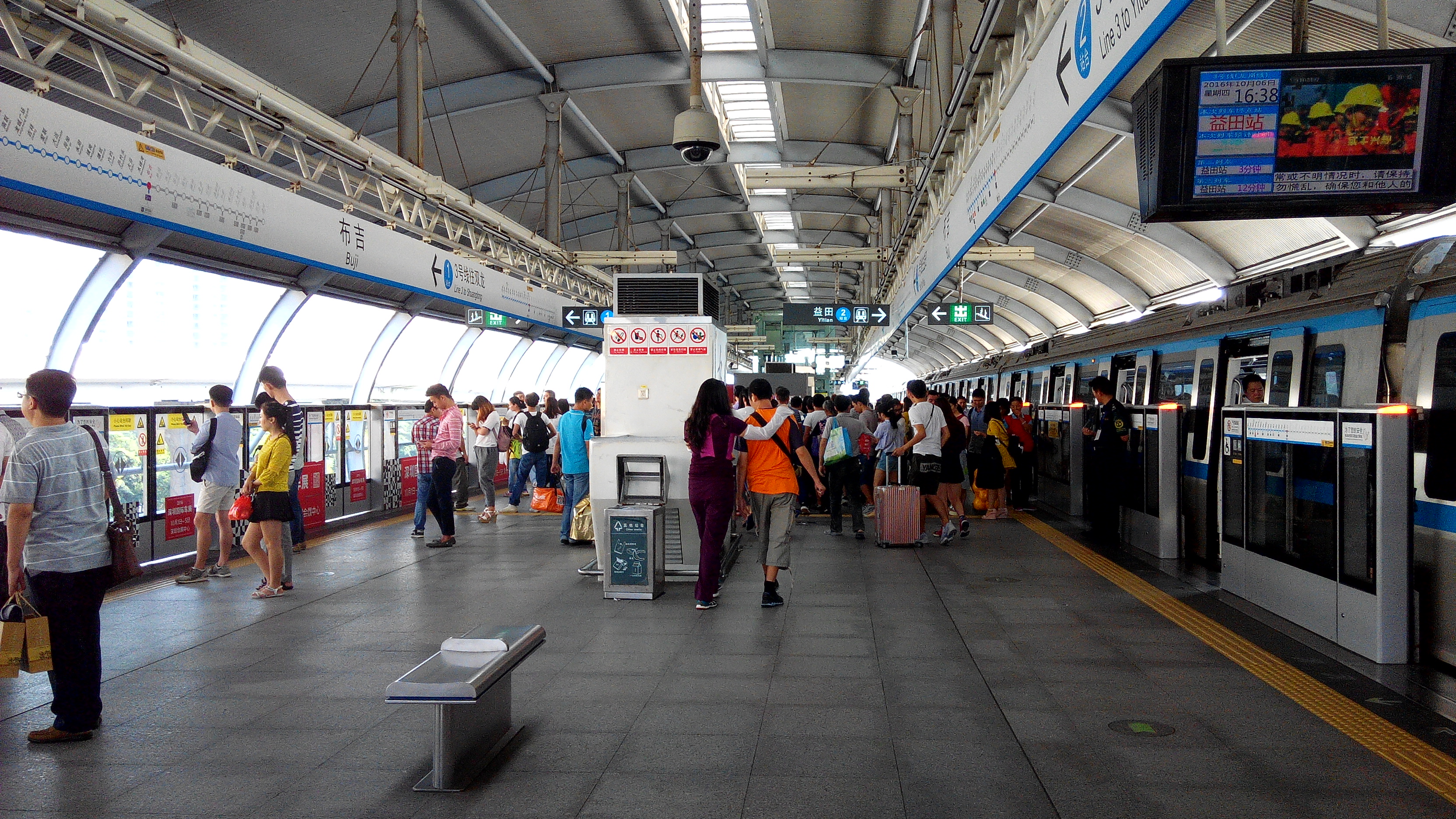
3号線ホーム
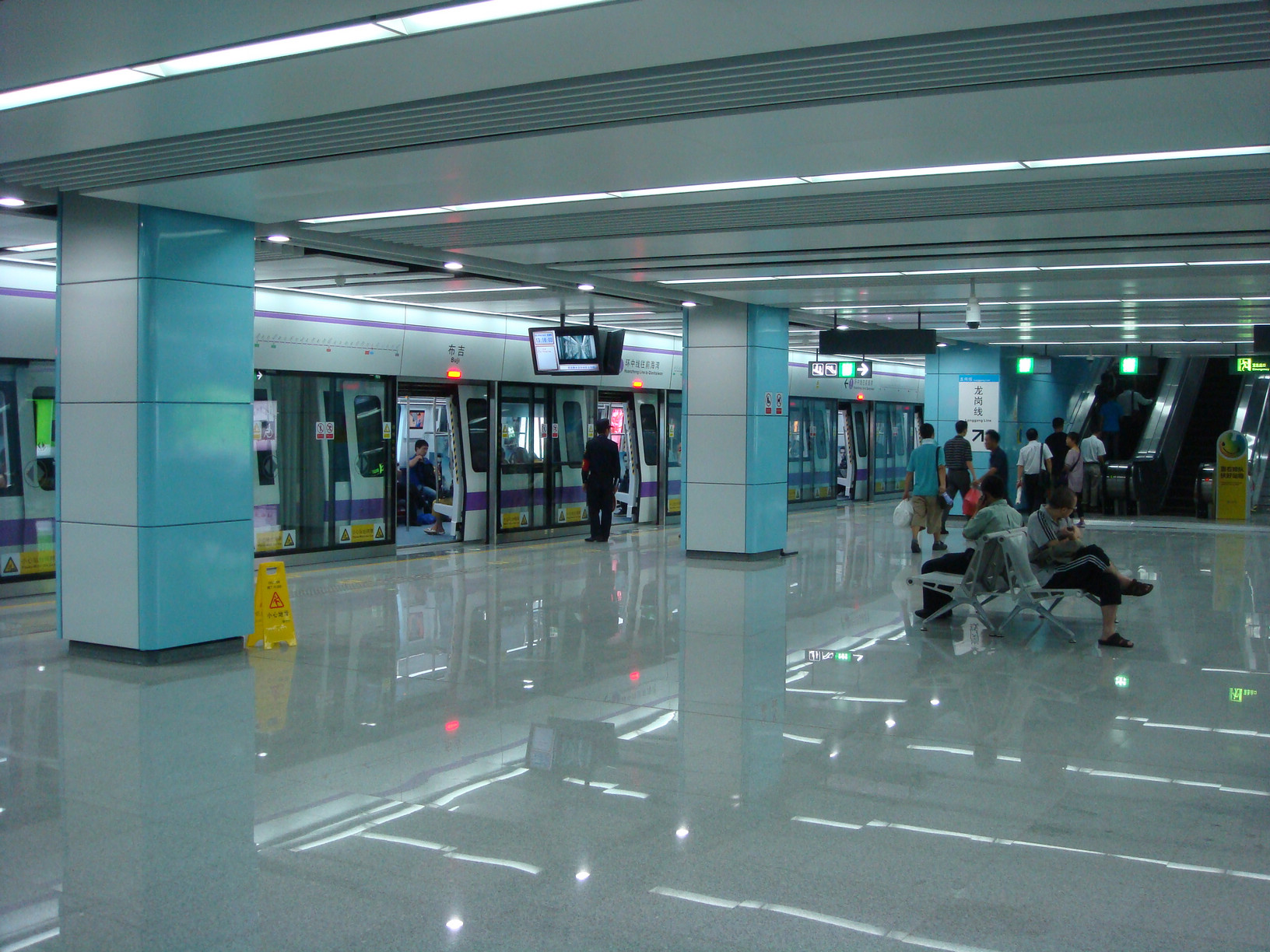
5号線ホーム
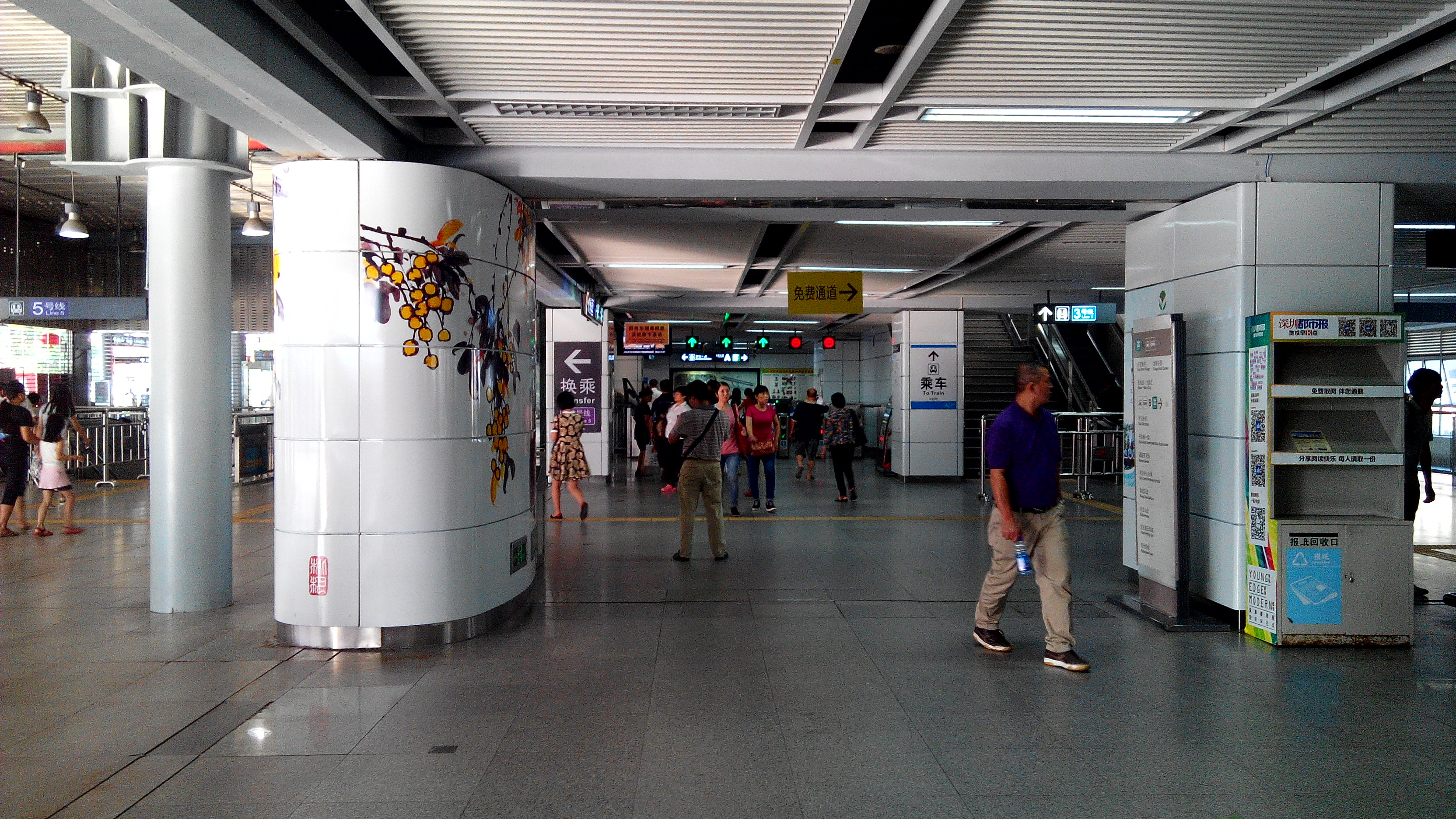
3号線コンコース
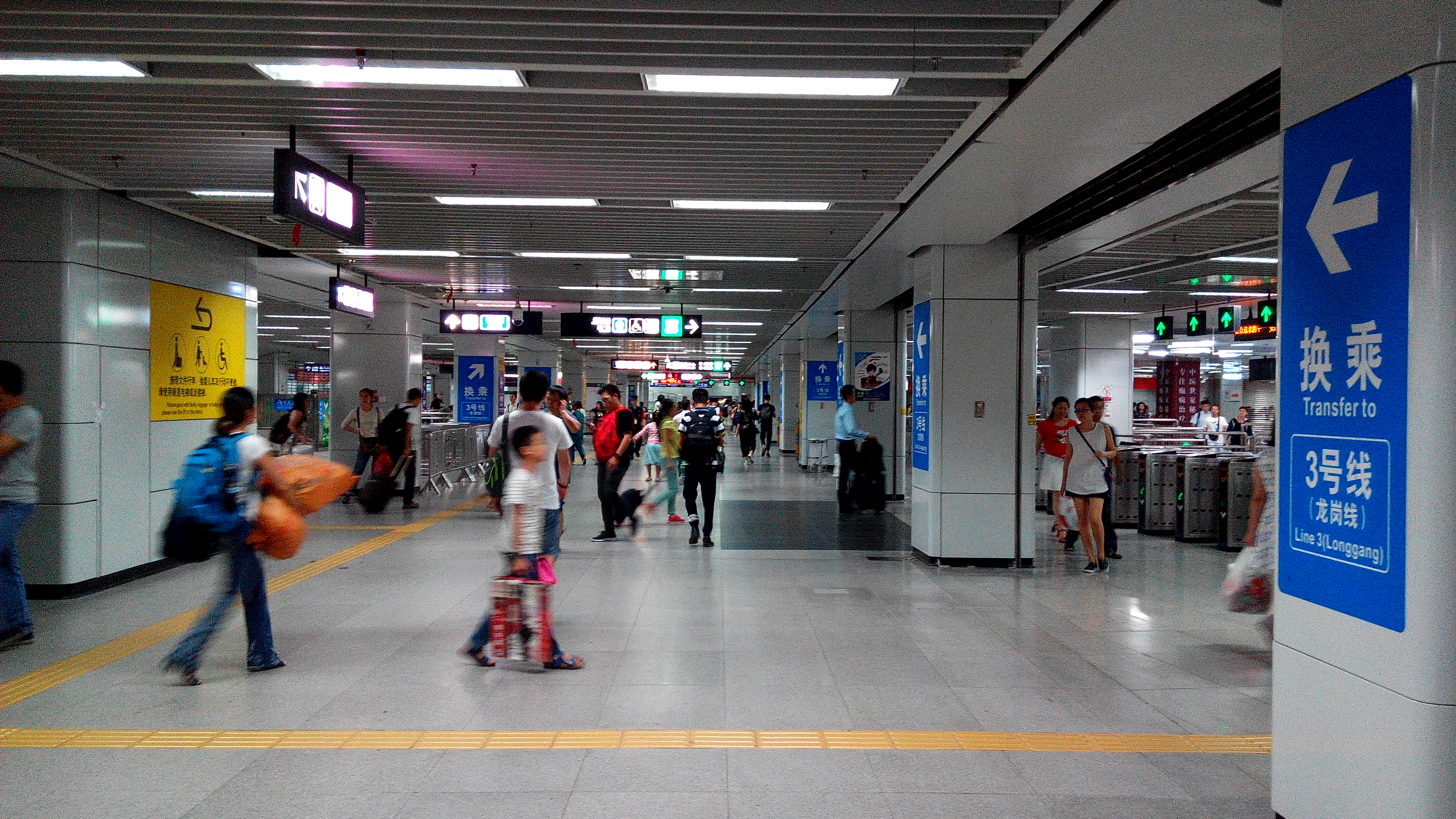
5号線コンコース
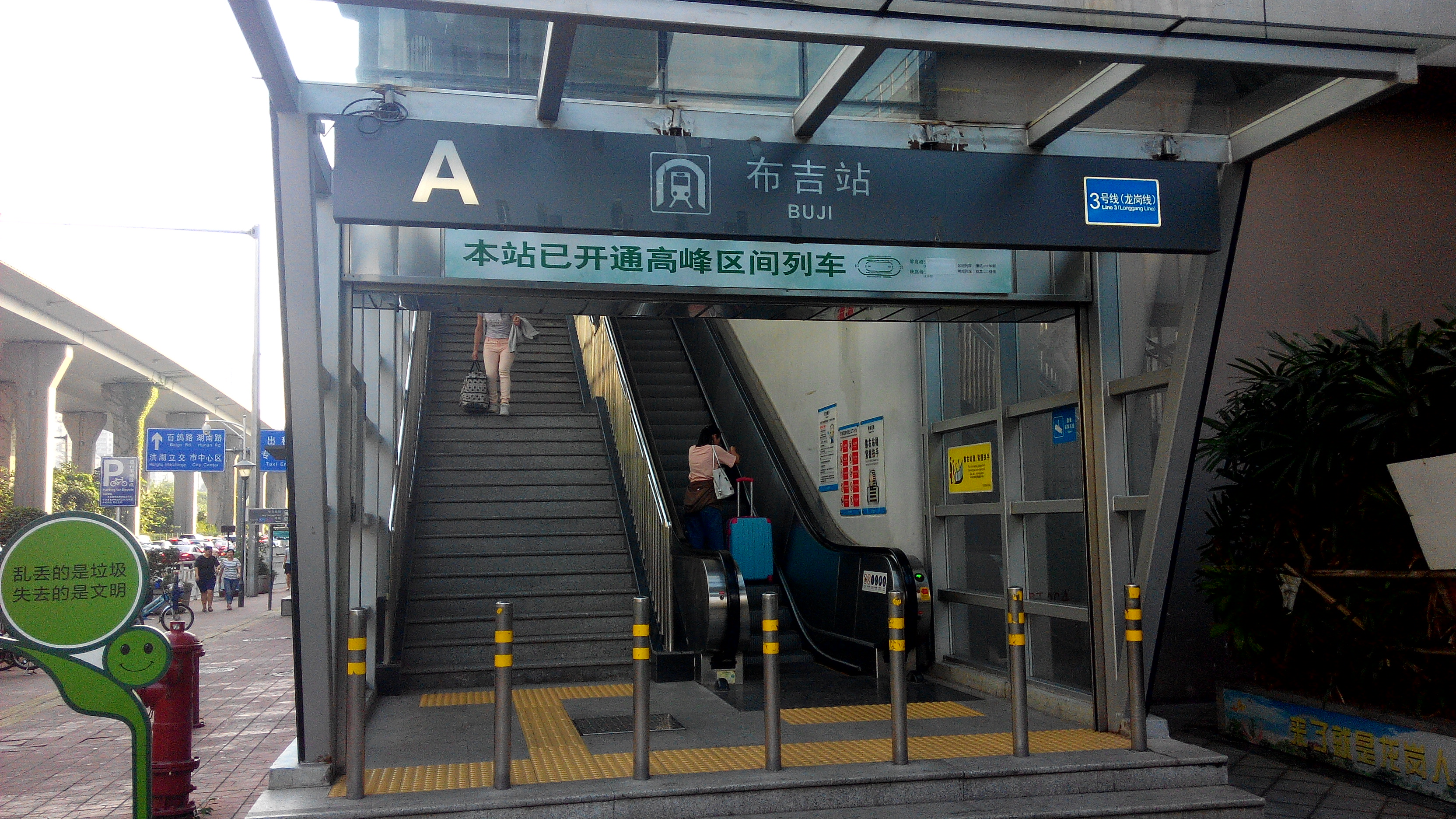
A出口

## 歴史
- 2010年12月28日 - 竜崗線開業。
- 2011年6月22日 - 環中線開業。

## 隣の駅
深圳地下鉄
■龍崗線
草埔駅 - 布吉駅 - 木棉湾駅
■環中線
長龍駅 - 布吉駅 - 百鴿籠駅